# Palaeorhiza permiranda
Palaeorhiza permiranda är en biart som först beskrevs av Cockerell 1909.  Palaeorhiza permiranda ingår i släktet Palaeorhiza och familjen korttungebin. Inga underarter finns listade i Catalogue of Life.